# 壺切御剣
壺切御剣（つぼきりのみつるぎ/つぼきりのぎょけん）は、日本の皇太子（東宮）又はそれに準ずる扱いの皇嗣に相伝される太刀。皇室経済法第7条に規定する皇位とともに伝わるべき由緒ある物（いわゆる御由緒物）であり、三種の神器や宮中三殿とともにいわゆる御由緒物の中でも別格の扱いを受けている。別名は「壺切の御剣」「壺切太刀（つぼきりのたち）」。

## 略史
壺切御剣は皇太子もしくは皇嗣に相伝される護り刀で、代々の立太子の際に天皇から授けられてきたものである。その始原は、寛平5年（893年）の敦仁親王（醍醐天皇）の立太子に際し、親王が宇多天皇から剣を賜ったことまで遡る（『西宮記』）。それは元々藤原氏の剣であったと見られ、藤原氏出身の皇太子の地位安定化のために、皇位を象徴する草薙剣を模倣し創設されたと推測される。
御剣は、天皇から皇太子に代々授けられたが、敦明親王（小一条院）の継承に際しては藤原道長が妨げたことが知られる。その後、初代の御剣は平安時代後半の内裏の火災で焼失し、別の剣が充てられた（2代目）。これも承久の乱（1221年）に際し所在を失ったため、寛元元年（1243年）の久仁親王（後深草天皇）立太子に際して3代目が新鋳された。しかし、正嘉2年（1258年）の恒仁親王（亀山天皇）立太子に際して勝光明院の宝蔵から2代目が見つかったため、3代目は廃され2代目が壺切御剣とされた。
以後現在まで継承され、近年においても令和2年（2020年）11月8日に開催された秋篠宮文仁親王の立皇嗣の礼に併せて、同日に皇居・鳳凰の間において、皇室行事の「皇嗣に壺切御剣親授」が行われ、第126代天皇徳仁から秋篠宮文仁親王に壺切御剣が親授された。
日本国憲法施行後における法体制では、皇室経済法第7条に規定する皇位とともに伝わるべき由緒ある物（いわゆる御由緒物）とされており、これにより相続税法第12条第1項第1号の非課税財産とされている。また、御剣は、明仁退位の際に明仁から皇位とともに贈与されていることから、民法上の所有者は皇位を持つ天皇であり、使用貸借契約に基づき皇嗣が占有している状態である。立太子の礼の際の授受は、民法上現物の授受であり、このときに契約の成立要件が満たされる形である。

## 関連する出来事

### 敦明親王の皇位辞退
| 62 村上天皇 |             |             |             |             |             |                       |                       |                       |                       |                       |                       |                            |                            |                            |                            |                            |                            |                            |                            |                            |                            |                            |                            |  |  |  |  |  |  |  |  |  |  |  |  |  |  |  |  |
|             |             |             |             |             |             |                       |                       |                       |                       |                       |                       |                            |                            |                            |                            |                            |                            |                            |                            |                            |                            |                            |                            |  |  |  |  |  |  |  |  |  |  |  |  |  |  |  |  |
|             |             |             |             |             |             |                       |                       |                       |                       |                       |                       |                            |                            |                            |                            |                            |                            |                            |                            |                            |                            |                            |                            |  |  |  |  |  |  |  |  |  |  |  |  |  |  |  |  |
| 63 冷泉天皇 | 63 冷泉天皇 | 63 冷泉天皇 | 63 冷泉天皇 | 63 冷泉天皇 | 63 冷泉天皇 |                       |                       |                       |                       |                       |                       | 64 円融天皇                | 64 円融天皇                | 64 円融天皇                | 64 円融天皇                | 64 円融天皇                | 64 円融天皇                |                            |                            |                            |                            |                            |                            |  |  |  |  |  |  |  |  |  |  |  |  |  |  |  |  |
| 63 冷泉天皇 | 63 冷泉天皇 | 63 冷泉天皇 | 63 冷泉天皇 | 63 冷泉天皇 | 63 冷泉天皇 |                       |                       |                       |                       |                       |                       | 64 円融天皇                | 64 円融天皇                | 64 円融天皇                | 64 円融天皇                | 64 円融天皇                | 64 円融天皇                |                            |                            |                            |                            |                            |                            |  |  |  |  |  |  |  |  |  |  |  |  |  |  |  |  |
|             |             |             |             |             |             |                       |                       |                       |                       |                       |                       |                            |                            |                            |                            |                            |                            |                            |                            |                            |                            |                            |                            |  |  |  |  |  |  |  |  |  |  |  |  |  |  |  |  |
| 65 花山天皇 | 65 花山天皇 | 65 花山天皇 | 65 花山天皇 | 65 花山天皇 | 65 花山天皇 | 67 三条天皇           | 67 三条天皇           | 67 三条天皇           | 67 三条天皇           | 67 三条天皇           | 67 三条天皇           | 66 一条天皇                | 66 一条天皇                | 66 一条天皇                | 66 一条天皇                | 66 一条天皇                | 66 一条天皇                |                            |                            |                            |                            |                            |                            |  |  |  |  |  |  |  |  |  |  |  |  |  |  |  |  |
| 65 花山天皇 | 65 花山天皇 | 65 花山天皇 | 65 花山天皇 | 65 花山天皇 | 65 花山天皇 | 67 三条天皇           | 67 三条天皇           | 67 三条天皇           | 67 三条天皇           | 67 三条天皇           | 67 三条天皇           | 66 一条天皇                | 66 一条天皇                | 66 一条天皇                | 66 一条天皇                | 66 一条天皇                | 66 一条天皇                |                            |                            |                            |                            |                            |                            |  |  |  |  |  |  |  |  |  |  |  |  |  |  |  |  |
|             |             |             |             |             |             |                       |                       |                       |                       |                       |                       |                            |                            |                            |                            |                            |                            |                            |                            |                            |                            |                            |                            |  |  |  |  |  |  |  |  |  |  |  |  |  |  |  |  |
|             |             |             |             |             |             | 敦明親王 （小一条院） | 敦明親王 （小一条院） | 敦明親王 （小一条院） | 敦明親王 （小一条院） | 敦明親王 （小一条院） | 敦明親王 （小一条院） | 敦成親王 （68 後一条天皇） | 敦成親王 （68 後一条天皇） | 敦成親王 （68 後一条天皇） | 敦成親王 （68 後一条天皇） | 敦成親王 （68 後一条天皇） | 敦成親王 （68 後一条天皇） | 敦良親王 （69 後朱雀天皇） | 敦良親王 （69 後朱雀天皇） | 敦良親王 （69 後朱雀天皇） | 敦良親王 （69 後朱雀天皇） | 敦良親王 （69 後朱雀天皇） | 敦良親王 （69 後朱雀天皇） |  |  |  |  |  |  |  |  |  |  |  |  |  |  |  |  |
|             |             |             |             |             |             | 敦明親王 （小一条院） | 敦明親王 （小一条院） | 敦明親王 （小一条院） | 敦明親王 （小一条院） | 敦明親王 （小一条院） | 敦明親王 （小一条院） | 敦成親王 （68 後一条天皇） | 敦成親王 （68 後一条天皇） | 敦成親王 （68 後一条天皇） | 敦成親王 （68 後一条天皇） | 敦成親王 （68 後一条天皇） | 敦成親王 （68 後一条天皇） | 敦良親王 （69 後朱雀天皇） | 敦良親王 （69 後朱雀天皇） | 敦良親王 （69 後朱雀天皇） | 敦良親王 （69 後朱雀天皇） | 敦良親王 （69 後朱雀天皇） | 敦良親王 （69 後朱雀天皇） |  |  |  |  |  |  |  |  |  |  |  |  |  |  |  |  |

長和3年（1014年）ごろから三条天皇は眼病を患い政務に携わることが不可能となったため、当時内覧であった左大臣藤原道長は、天皇に敦成親王への譲位を求めるようになった。天皇はかたくなに拒んだが、この間に内裏の火災が相次いだため、道長はこれを天皇の不徳であるとした。一ヶ月ほどの交渉の間に道長が折れ、次の東宮には三条天皇の第一皇子の敦明親王が立てられることとなった。
長和5年（1016年）1月29日、三条天皇は譲位し敦成親王が践祚（2月7日に即位：後一条天皇）。三条上皇は翌寛仁元年（1017年）5月9日崩御した。その直後の8月4日に、敦明親王は道長に対し会談を求めた。8月6日に道長が東宮御所に赴くと、親王は東宮の地位を辞退する旨を打ち明けた。
道長は翻意するよう（形式的に）説得するが敦明親王の意思は固く、結果として後一条天皇の弟である敦良親王（のちの後朱雀天皇）が新たに東宮として立てられることとなった。道長が敦明親王を東宮として認めなかった、あるいは認めたくなかったという実証として、壺切の存在が挙げられる。8月23日の敦良親王立太子式から2週間後、内裏から壺切が授けられたが、敦明親王立太子の際にはこれを授けることを拒み、ついに敦明親王は立太子から辞退までの1年半、壺切を受けることがなかったのである。敦明親王は皇位継承権を失い「小一条院」の尊号を受け、太上天皇に次ぐ扱いを受ける。

### 後三条天皇の即位
| 69 後朱雀天皇              |                            |                            |                            |                            |                            |                            |                            |                            |                            |                            |                            |  |  |  |  |  |  |  |  |  |  |
|                            |                            |                            |                            |                            |                            |                            |                            |                            |                            |                            |                            |  |  |  |  |  |  |  |  |  |  |
|                            |                            |                            |                            |                            |                            |                            |                            |                            |                            |                            |                            |  |  |  |  |  |  |  |  |  |  |
| 親仁親王 （70 後冷泉天皇） | 親仁親王 （70 後冷泉天皇） | 親仁親王 （70 後冷泉天皇） | 親仁親王 （70 後冷泉天皇） | 親仁親王 （70 後冷泉天皇） | 親仁親王 （70 後冷泉天皇） | 尊仁親王 （71 後三条天皇） | 尊仁親王 （71 後三条天皇） | 尊仁親王 （71 後三条天皇） | 尊仁親王 （71 後三条天皇） | 尊仁親王 （71 後三条天皇） | 尊仁親王 （71 後三条天皇） |  |  |  |  |  |  |  |  |  |  |
| 親仁親王 （70 後冷泉天皇） | 親仁親王 （70 後冷泉天皇） | 親仁親王 （70 後冷泉天皇） | 親仁親王 （70 後冷泉天皇） | 親仁親王 （70 後冷泉天皇） | 親仁親王 （70 後冷泉天皇） | 尊仁親王 （71 後三条天皇） | 尊仁親王 （71 後三条天皇） | 尊仁親王 （71 後三条天皇） | 尊仁親王 （71 後三条天皇） | 尊仁親王 （71 後三条天皇） | 尊仁親王 （71 後三条天皇） |  |  |  |  |  |  |  |  |  |  |

後朱雀天皇の御世、当時の関白である藤原頼通は、父道長に続いて外戚の地位を得るべく苦心したが徒労に終わり、そうこうしているうちに天皇は病を得て第一皇子で東宮であった親仁親王に譲位する（後冷泉天皇）。その際、新帝の東宮には親仁親王の皇太弟である尊仁親王をあてるよう頼通に告げる。尊仁親王の母は三条天皇の皇女禎子内親王であり、藤原氏を外祖父としない。
藤原氏を外祖父とせず、かつ新帝に皇子が生まれる可能性を考慮すれば、頼通にしてみれば賛成できるはずもなく、あからさまに不服の態度をしめしたという（『古事談』）。また、尊仁親王を東宮としたいという天皇の考えを察した頼通が先手を打ち、東宮のことはゆっくりと考えるべきであるとして時間稼ぎに走ろうとしたところ、藤原能信が東宮のことは今すぐ決めるべきだと薦めて実現した（『大鏡』）。
結局のところ頼通、教通の努力も実を結ぶことがなく、後冷泉天皇は皇子はおろか皇女すら得ることなく病により崩御し、尊仁親王が後三条天皇として即位する。藤原氏を外戚としない天皇は、宇多天皇以来実に170年ぶりになる。尊仁親王が東宮であった期間は23年間であったが、この間壺切は頼通が内裏に留め置いたため、東宮としてのシンボルを持たずに即位した天皇となる。
頼通の言い分では、この剣は藤原氏腹（つまり、藤原氏を外戚とする）の東宮のものであるから、尊仁親王に持たせるつもりはないということである。天皇はならば壺切は不要であると述べ、即位の後にようやく献上された。
この話は大江匡房の『江談抄』に掲載された話で、匡房が後三条天皇のあつい信任を受け重用されたため、この話は信憑性が高いとされてきた。だが、明治24年（1891年）に松浦辰男が『江談抄』は匡房が語った話を聞いた藤原実兼がメモしたものを後日文章として起こしたもの（つまり、大江匡房本人の執筆ではない）で、匡房が語ったとされる元の話は「後三条院」ではなく「故三条院」（すなわち三条天皇あるいはその譲位の詔で立てられた敦明親王）の故事であった可能性を指摘しており、実際のところは後三条天皇の逸話であったのかどうかは不明である。

## 関連する刀剣
皇太子もしくは皇嗣が先代の皇太子（当代の天皇）から受け継ぐ「東宮相伝」の太刀としては、ほかに「行平御剣（ゆきひらぎょけん）」がある。鎌倉時代の刀工の行平が作刀した太刀で、皇室に2振伝わる「豊後国行平御太刀」の内の1振。（もう1振は天皇の守り刀の2振の「昼御座御剣（ひのおましのぎょけん）」のうちの1振）。2019年9月に「行平御剣伝進の儀」が行われ、第126代天皇・徳仁から小田野展丈侍従長を介して皇嗣の秋篠宮文仁親王に相伝された。文仁親王は2019年10月22日に開催された第126代天皇・徳仁の即位礼正殿の儀において、これを着装して列席した。このほかの「東宮相伝」の太刀としては後白河院所持と伝わる後白河天皇御剣 がある。
国文学者の荒木浩は壺切御剣と同様の位置づけであった関連する刀剣として坂家宝剣（坂上宝剣）を挙げている。坂宝剣は壺切御剣と同じく、後深草を超えて亀山へと伝授されたことで、どちらもレガリア的役割を深く担った。両刀剣が決定的に異なっているのは、坂上宝剣は『公衡公記(昭訓門院御産愚記)』乾元二年五月九日と裏書に刀身に彫られた文字まで克明に記録されたように、実物として存在する歴史的実在性に権威化の象徴であった。それに対して後三条のころに消失した壺切御剣は実検と復元、新造と発見という真偽を超えた対応で処遇され、象徴としてのモノとしてすでに儀礼化の中に位置した。